# System/34

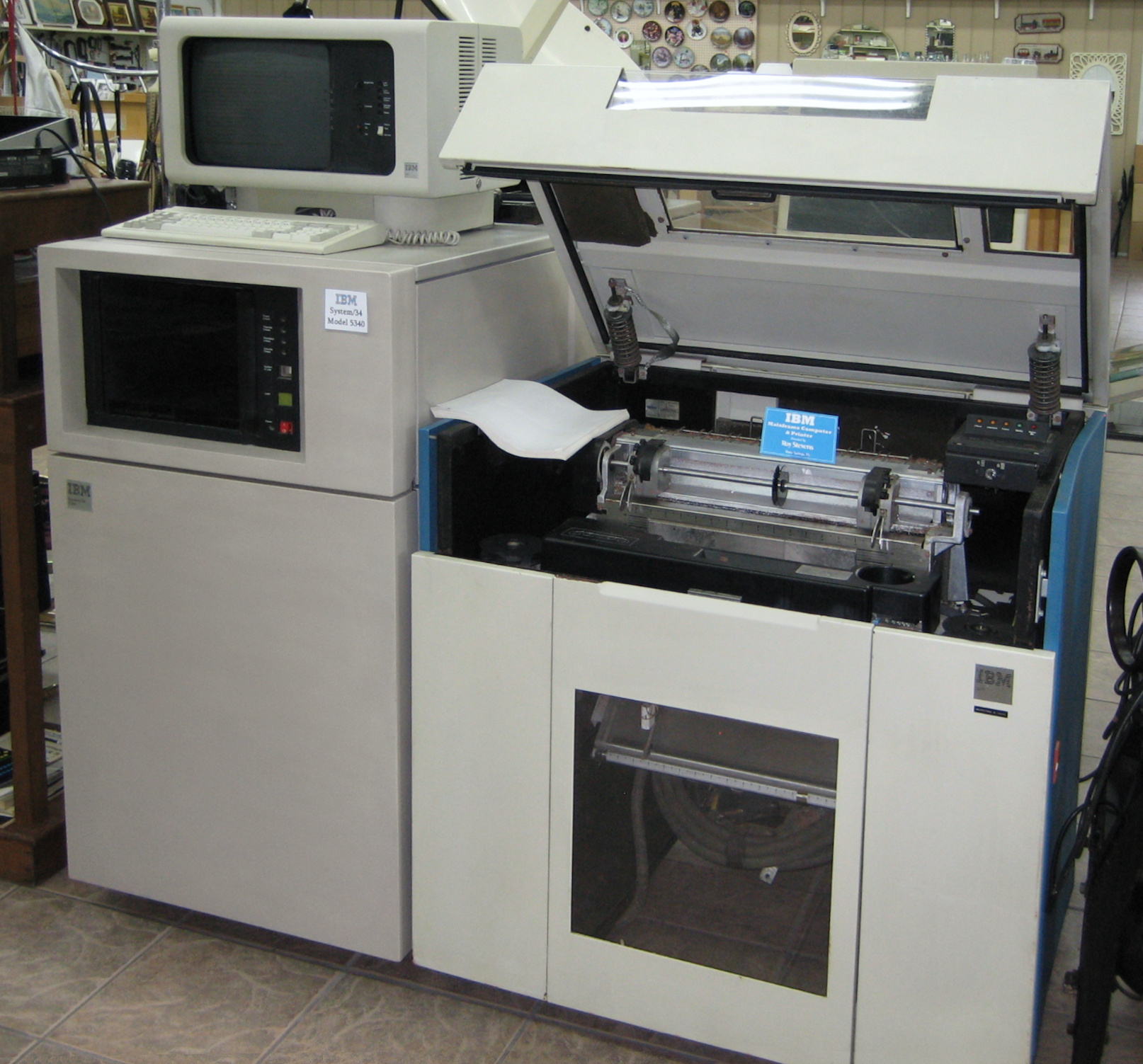
モデル5340の本体とプリンタ

System/34（S/34、システム/34）は、IBMが1977年にリリースしたミッドレンジコンピュータである。

## 呼称
米国ではミニコンピュータ、日本ではオフィスコンピュータに分類される事が多い。IBMの資料では当時は「小型（Small）」、現在はPCサーバ等も普及したため「中型（Midrange）」と呼んでいる。

## 概要
主に中小規模の法人や部門の事務処理用であり、ホストコンピュータ（メインフレーム）と通信した分散処理用でもあった。
前身のSystem/32がシングルユーザーであったのに対し、System/34はマルチユーザー、マルチタスクであった。
オペレーティングシステム（OS）のSSP（System Support Program）は、System/34と一緒に登場した。内部文字コードはEBCDICであり、System/3以来のIBMの簡易言語であるRPG IIの他、COBOL、BASIC、FORTRAN、アセンブリ言語が使用できた。

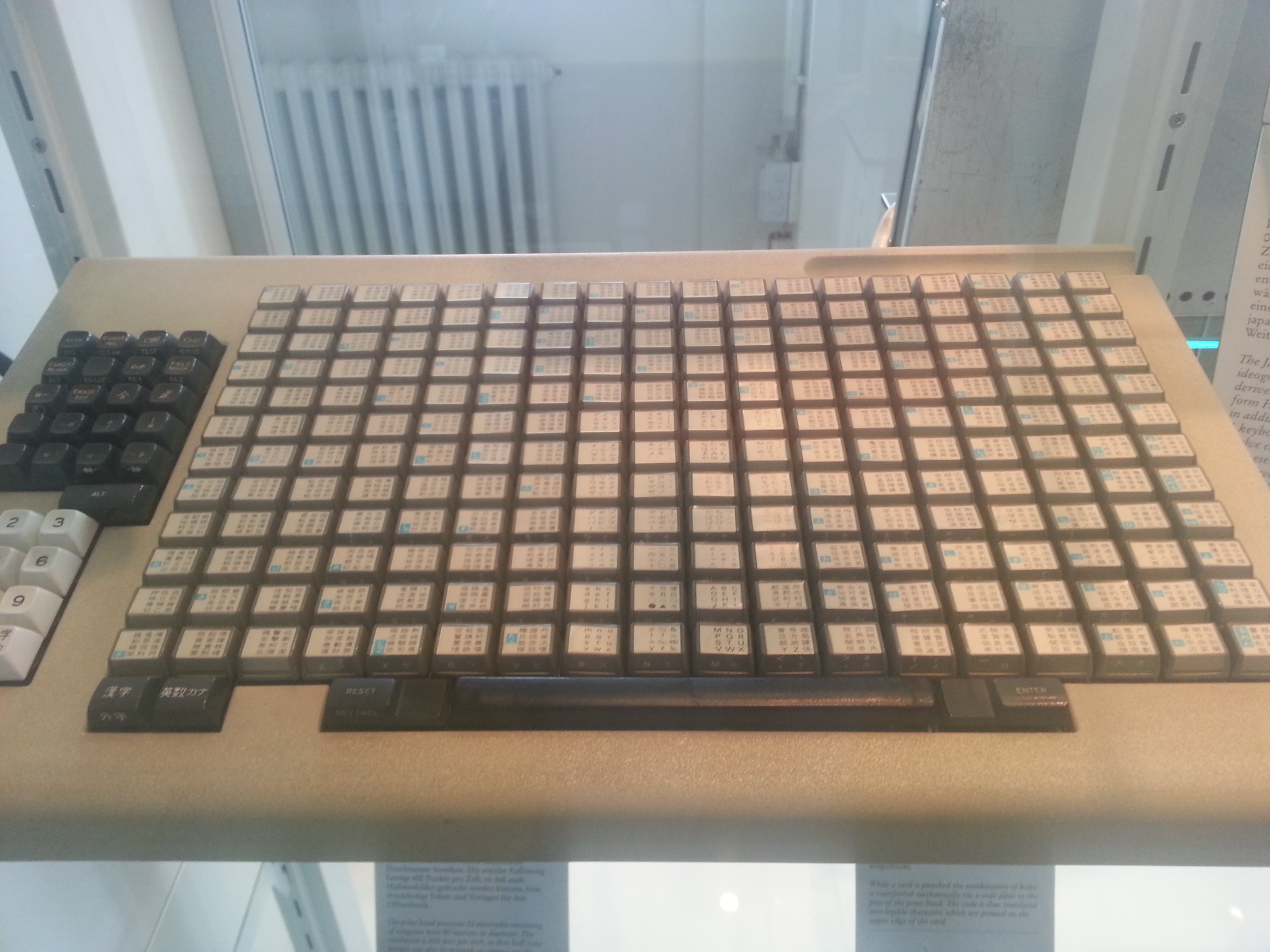
漢字鍵盤機構

1979年、日本IBMはSystem/34に漢字処理を可能にするハードウェア・ソフトウェア群「漢字システム/34」を発表した。これはSystem/34のワーク・ステーション制御機構に最大16台までの5255 漢字表示装置または5225 漢字印刷装置を接続し、EBCDIC（英数カナ） 128字種、IBM漢字システム文字セット 7190字種、ユーザ選定文字4370字種を扱うことができた。5255の漢字入力用キーボードとして「漢字鍵盤機構」が用意された。これは、12字種が印字された216個のデータ・キーと12個のシフト・キーが用意され、データ・キーとシフト・キーの組み合わせで2568字種から選んで入力するか、漢字番号で入力するものであった。また、これらハードウェアをサポートするシステム・サポート・プログラム (SSP) リリース6が発表された。
System/.34はSystem/3、System/32の後継であり、後継はSystem/36である。1985年には販売停止となった。

## 歴史
- 1969年 System/3 発表（RPG II）
- 1975年 System/32 発表（RPG II）
- 1977年 System/34 発表（RPG II、SSP)
- 1983年 System/36 発表（RPG II、SSP）
- 1988年 AS/400発表（RPG III、OS/400）
- 2000年 eServer iSeries と改称
- 2006年 System i と改称